# Microphalera alboaccentuata
Microphalera alboaccentuata är en fjärilsart som beskrevs av Charles Oberthür 1911. Microphalera alboaccentuata ingår i släktet Microphalera och familjen tandspinnare. Inga underarter finns listade i Catalogue of Life.